# Провенцано, Нунцио
Нунцио «Nunzi Pro» Провенцано (англ. Nunzio "Nunzi Pro" Provenzano; 24 февраля 1923 — 8 мая 1997) — участник преступного клана Дженовезе. Состоял в команде своего старшего брата Энтони Провенцано, которая контролировала местный 560 Союз водителей транспорта в Нью-Джерси. Оба брата Провенцано были должностными лицами местного профсоюза, исполняя обязанности президента, секретаря и бизнес-агента.

## Биография
Провенцано работал в Local 560 в качестве бизнес-агента с 1963 по 6 августа 1966 года, в качестве клерка с 1969 по 1970 год, снова в качестве бизнес-агента с 1970 по 25 января 1973 года, в качестве секретаря-казначея с 25 января 1973 года по 24 ноября 1975 года и в качестве президента с 24 ноября 1975 года по июль 1981 года.
26 декабря 1961 года Провенцано был обвинен в Нью-Йорке вместе с Сальваторе Бригульо и третьим сообщником в заговоре и попытке крупномасштабного хищения в рамках схемы с требованием выплаты по «трудовому соглашению» от компании Браун и Хуберта Дж. Брауна. Младший в декабре 1961 года.
29 января 1963 года он был осужден за попытку кражи в особо крупном размере, а 5 марта 1963 года приговорен к тюремному заключению на срок от двух до четырех лет. Он отбывал этот срок в Нью-Йорке примерно с августа 1966 года по февраль 1969 года.
4 сентября 1980 года Провенцано был обвинен в округе Нью-Джерси вместе с Ирвингом Котлером, его братом Сальваторе Провенцано и Майклом Шьяррой в нарушениях RICO за неправомерное требование и получение «трудовых выплат» от четырех автотранспортных компаний между 1971 и 1980 годами. 5 мая 1981 года Нунцио Провенцано был осужден по этим обвинениям, а 7 июля 1981 года он был приговорен к 10 годам тюремного заключения. Его брат Сальваторе был оправдан.
8 мая 1997 года Нунцио Провенцано умер естественной смертью.